# Micrathyria hypodidyma
Micrathyria hypodidyma – gatunek ważki z rodziny ważkowatych (Libellulidae).